# N9na
N9na (pronunciato come Nina) è il ventunesimo album in studio del rapper statunitense Tech N9ne, pubblicato nel 2019.

## Tracce
1. Le Horde (Intro) – 0:29
2. Lord of Weird – 2:31
3. N9NA – 3:22
4. Hit the Ground Running (featuring JL B. Hood & King Iso) – 3:18
5. Like I Ain't – 3:42
6. Green Lit (featuring King Iso & Maez301) – 3:15
7. Chuki Fever – 3:35
8. F'n Do It (featuring JL B. Hood & Futuristic) – 3:30
9. Don't Let Me Fall (featuring Krizz Kaliko) – 3:07
10. You Line! (featuring Krizz Kaliko) – 3:05
11. EDI's – 2:59
12. Rata (featuring Krizz Kaliko) – 3:06
13. F.T.I. 2.0 – 2:44
14. She Fell – 4:24
15. Sink – 3:26
16. H.O.B. (featuring Navé Monjo) – 3:55
17. Ion Memba (featuring C-Mob) – 3:03
18. Active (featuring Krizz Kaliko) – 3:15
19. EF U (Easier for You) (featuring Krizz Kaliko & Jelly Roll) – 3:55
20. I Caught Crazy! (4EVER) – 2:52
21. I'm Sorry (featuring Church Boii) – 3:59